# Bhaktharahalli, Chikmagalur
Bhaktharahalli là một làng thuộc tehsil Chikmagalur, huyện Chikmagalur, bang Karnataka, Ấn Độ.